# Silvia Shelby
Silvia Kuperman  más conocida por el nombre artístico de Silvia Shelby (Buenos Aires, Argentina; 19 de diciembre de 1940 - Idem; 06 de agosto de 1976) fue una actriz argentina. Fue una de las actrices  que integró la lista negra de los desaparecidos durante la última dictadura militar

## Carrera
Silvia se desempeñó brevemente como actriz de reparto tanto en teatro como en televisión. En teatro integró una compañía junto a Elida Marletta y Carlos Galante con quienes integró la obra Swing para una rosa de luto: En el Teatro San Martín representó la obra Las Troyanas con María Rosa Gallo, José María Gutiérrez, Marta Albanese, Graciela Araujo, Luisina Brando, Walter Santa Ana, Selva Alemán, Cecilia Rossetto, Carlos Estrada, Graciela Dufau, Catalina Speroni, entre otros. También  trabajó con actores como Berta Ortegosa, Beto Gianola y Jorge Rivera López. En la pantalla chica intervino en ciclos como Por el camino de la amistad, Esto es teatro y Esta noche... miedo.
Paralelamente a ello se desempeñaba como empleada en Casa de importación.

## Televisión
- 1973: Por el camino de la amistad.
- 1971: Esto es teatro.
- 1970: Esta noche... miedo.

## Teatro
- 1972: Las Troyanas.
- 1968: 'Swing para una rosa de luto.[5]

## Secuestro y desaparición
La actriz Silvia Shelby paso a integrar  el listado de actores desaparecidos por la dictadura militar junto con otros artistas como Hugo Federico González, Polo Cortés, Diego Botto, Juan Rubén Bravo, Carlos Waitz y Gregorio Nachman, entre otros.
Silvia vivía junto a su marido Oscar Armando Amadio de 26 años de edad en su hogar en J. Newbery, Beccar, y eran militantes peronistas. Su suegro, llamado Armando José Amadio de 56 años, trabajador como empleado Municipal en la Municipalidad de San Isidro y también en la aerolíneas argentinas vivía también en Beccar (domicilio de José Ingenieros 1901)
El 5 de agosto de 1976 secuestran al padre de su marido, y al día siguiente, una patota irrumpió en su casa y se los llevó a los dos. Los tres fueron detenidos y desaparecidos. Los hombres eran hijos únicos, la descendencia de la familia desapareció con ellos.
No hay testimonios de sus pasos por un C.C.D. Sus restos, hasta el día de la fecha, nunca volvieron a aparecer.

## Menciones
En el 2003 se la mencionó en un documental titulado Podrán cortar todas las flores..., dirigida por Julia Arizmendi y Cecilia Cárdenas, donde relataban las detenciones y desapariciones durante la dictadura de Jorge Rafael Videla.
En el 2012 se le entregó a los familiares el Premio Podestá a la Trayectoria Honorable por parte de la Asociación Argentina de Actores (AAA) y el Senado de la Nación.